# Філіп де Ласло
Філіп Алексій Ласло де Ломбос (ім'я при народженні: Фюлеп Лауб, угор. Fülöp Elek László; 30 квітня 1869, Будапешт, Австро-Угорщина — 22 листопада 1937, Гампстед, Лондон, Велика Британія), відомий також як Філіп де Ласло — англійський та угорський художник, відомий, зокрема, завдяки його портретам осіб королівського та аристократичного походження. 1900 року одружився з англо-ірландською соціалісткою Люсі Гіннесс, а 1914 — став британським громадянином. 1909 року отримав від Едуарда VII, королем Великої Британії, Королівський Вікторіанський орден, а 1912 року імператор Франц Йосиф I надав йому дворянський титул.

## Ранні роки

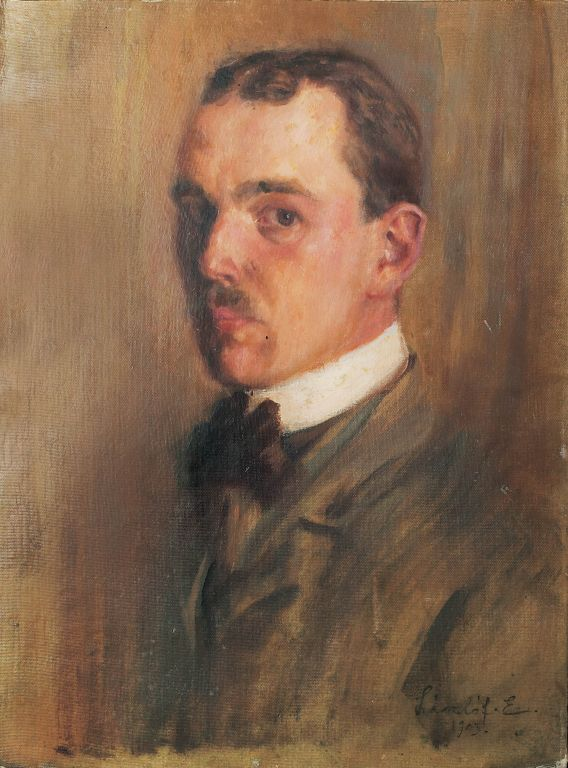
Автопортрет, 1903

Ласло народився в Будапешті 30 квітня 1869 року під ім'ям Фюлеп Лауб. Старший син Адольфа та Йоганни Лауб — кравця та швачки єврейського походження. Фюлеп та його молодший брат Марці змінили своє прізвище на Ласло в 1891 році.
У ранньому віці був підмайстром фотографа, вивчав мистецтво, зрештою здобувши місце в Національній академії мистецтв, де його навчали Берталан Секей та Карой Лотц. Згодом навчався у Мюнхені та Парижі. За портрет папи Лева XIII отримав Велику золоту медаль на Всесвітній виставці в Парижі 1900 року. 1903 року переїхав із Будапешта до Відня. 1907 року переїхав до Англії і прожив у Лондоні решту життя, хоча багато подорожував по світу, виконуючи портретні замовлення.

## Особисте життя

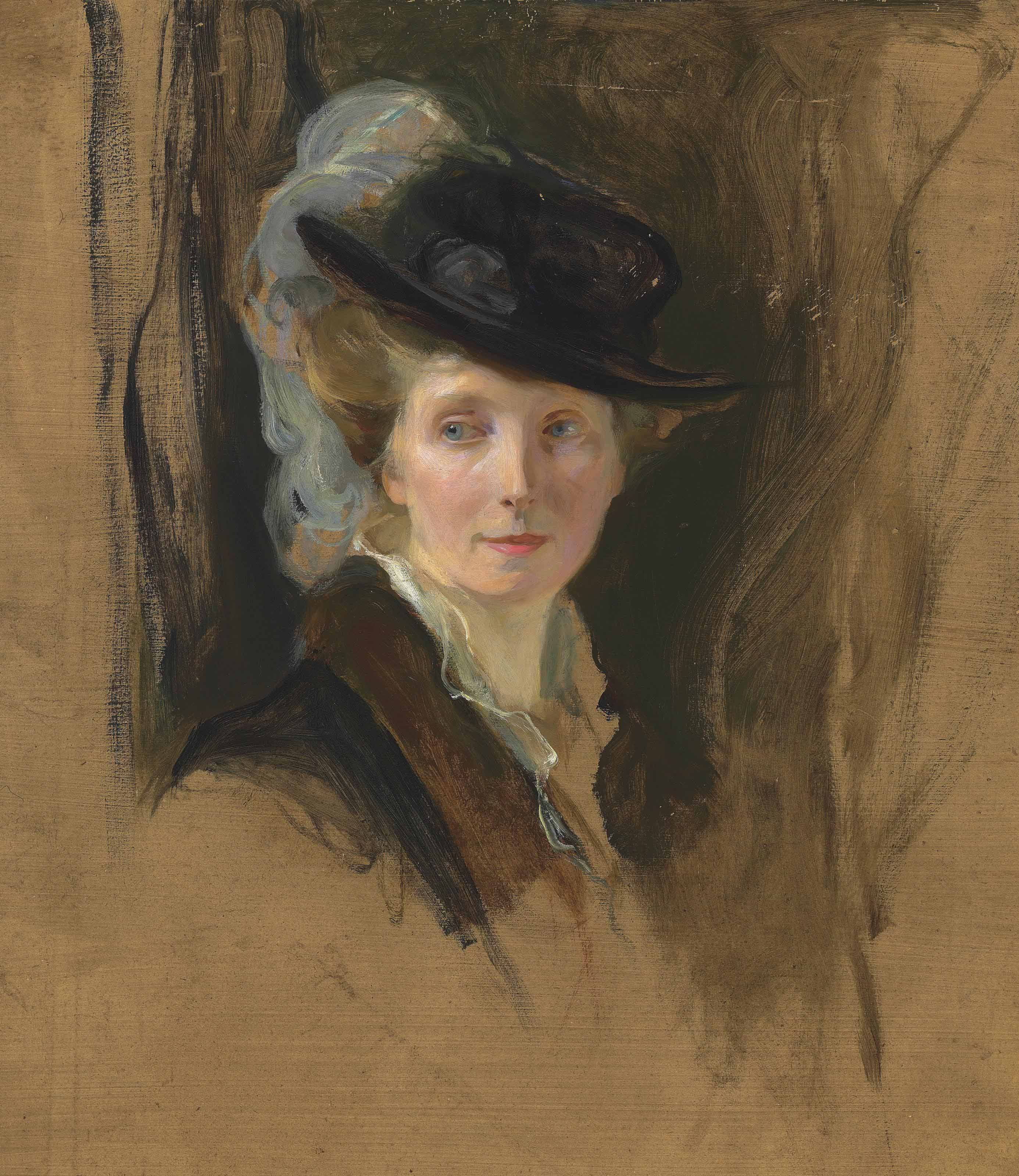
Портрет Люсі де Ласло, написаний Філіпом де Ласло, 1916

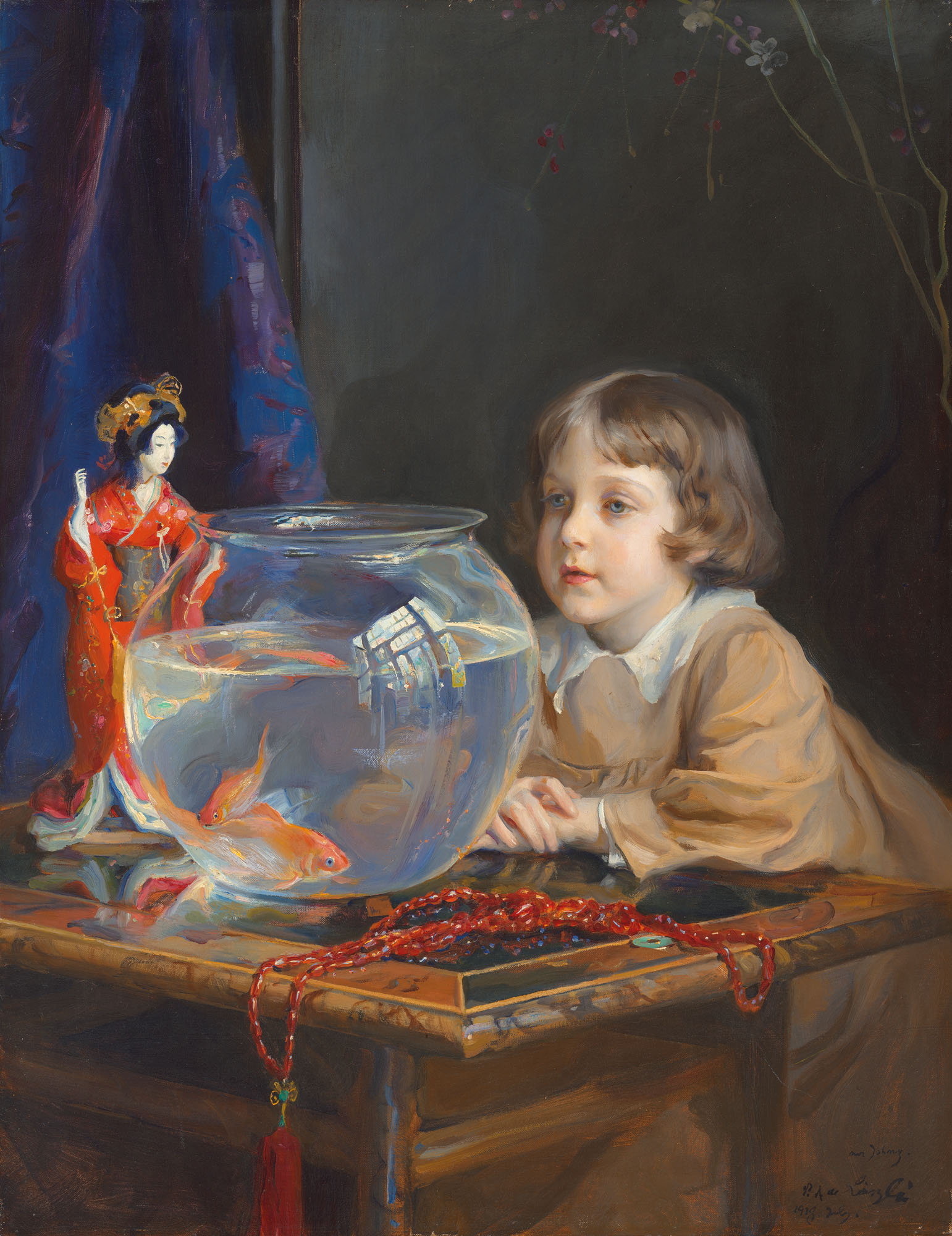
Філіп де Ласло. Джон де Ласло та акваріум золотої рибки, до липня 1918

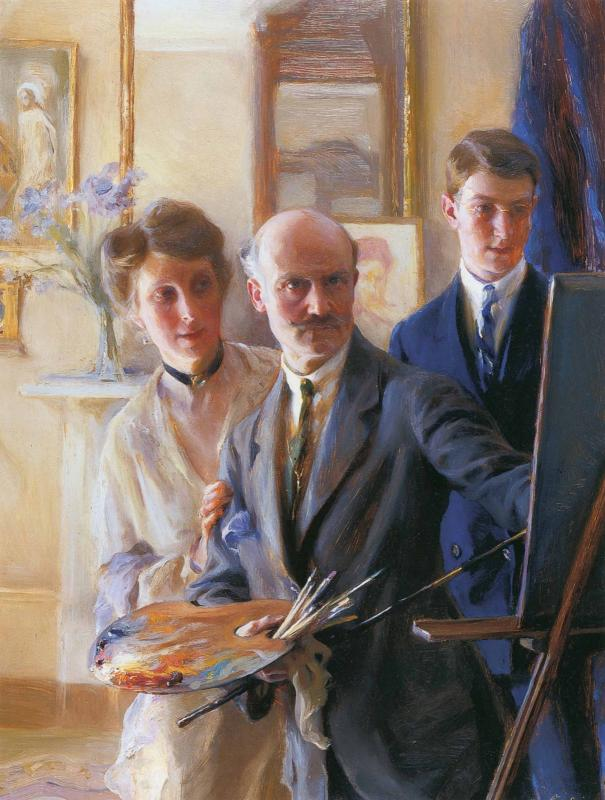
Автопортрет із сім'єю, 1918

1900 року Ласло одружився із Люсі Мадлен Гіннесс, яка походила з бічної лінії роду Гіннессів. Вони вперше познайомилися у Мюнхені в 1892 році, але протягом кількох років їм було заборонено зустрічатися. Подружжя мало 6 дітей та 17 онуків.

## Перехід до християнства
Маючи єврейське походження і, відповідно, будучи юдеєм, Ласло почав цікавитися католицизмом у молодому віці, ймовірно, через приятельство із баварським подружжям Валентін. Він прийняв католицьку віру в 1894 році. Британський біограф Дафф Гарт-Дейвіс у книжці «Філіп де Ласло: його життя та творчість» (2010) пише: «він ніколи регулярно не молився, але читав Біблію і твердо вірив у Бога та християнську історію». Його віра зміцніла внаслідок візиту до Ватикану в 1900 році, де він писав портрет папи Лева XIII. Ласло перейшов до англіканства у зв'язку із шлюбом, і його діти також були протестантами. Під час лекції у Fisher Society в 1934 році він сказав: «Я вважаю, що поклоніння природі є релігійним обов'язком. Я бачу в природі найповніше одкровення Божественності, і я вірю в те, що лише приймаючи це одкровення та прагнучи реалізувати його в усій його досконалості, я можу довести, що моє поклоніння щире».

## Пізні роки

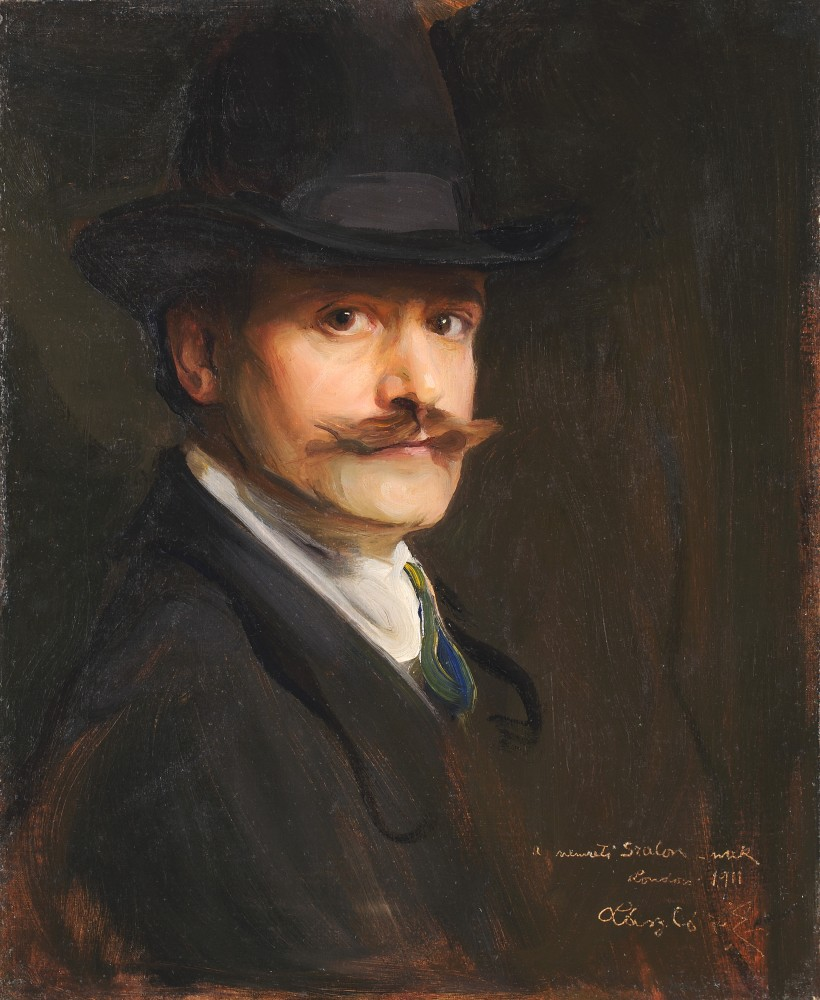
Автопортрет, 1911

Покровителі Ласло нагородили його кількома нагородами. 1909 року король Великої Британії Едуард VII нагородив художника Королівським Вікторіанським орденом. 1912 року імператор Франц Йосиф I надав йому дворянський титул, і його прізвище тепер стало «Ласло де Ломбос», хоча надалі художник використовував форму «де Ласло».
Попри наявність британського громадянства (з 1914), шлюб та п'ятьох синів із британським громадянством, Філіп де Ласло був інтернований на 12 місяців у 1917—1918 роках у ході Першої світової війни, оскільки мав контакти із тодішнім ворогом Великої Британії (писав листи до родичів в Австрії). Звільнений за станом здоров'я, а в червні 1919 року був реабілітований.
Філіп де Ласло брав участь у Мистецьких змаганнях Літніх Олімпійських ігор 1932 року в Лос-Анджелесі.
Де Ласло страждав від серцевих захворювань протягом останніх років життя. У жовтні 1937 року в нього стався інфаркт, і він помер за місяць, 22 листопада 1937 року, у своєму будинку Гайм-гауз в районі Гампстед у Лондоні.
1939 року англійський історик та новеліст Оуен Руттер опублікував книжку «Портрет художника. Авторизоване життя Філіпа де Ласло» (англ. Portrait of a Painter. The Authorized Life of Philip de László), написану разом із де Ласло.

## Роботи

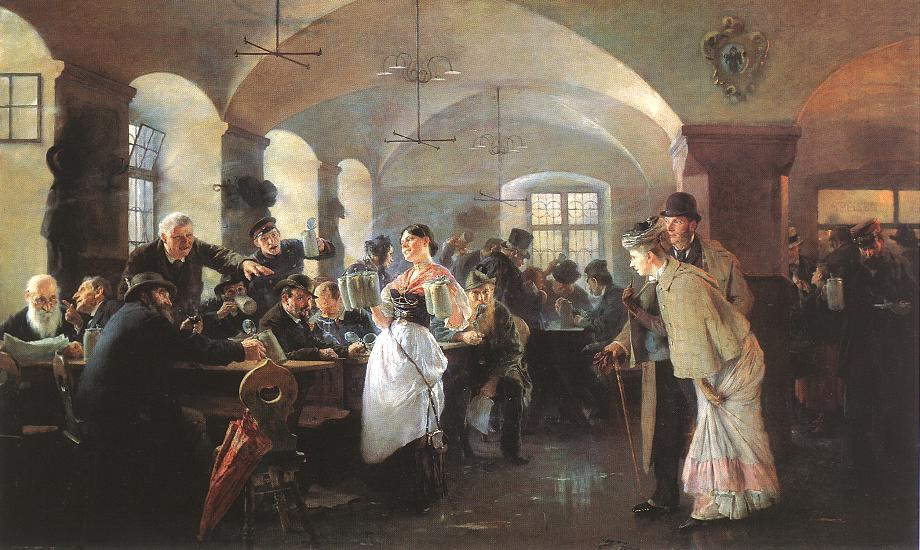
У мюнхенському Гофбройгаузі, 1892
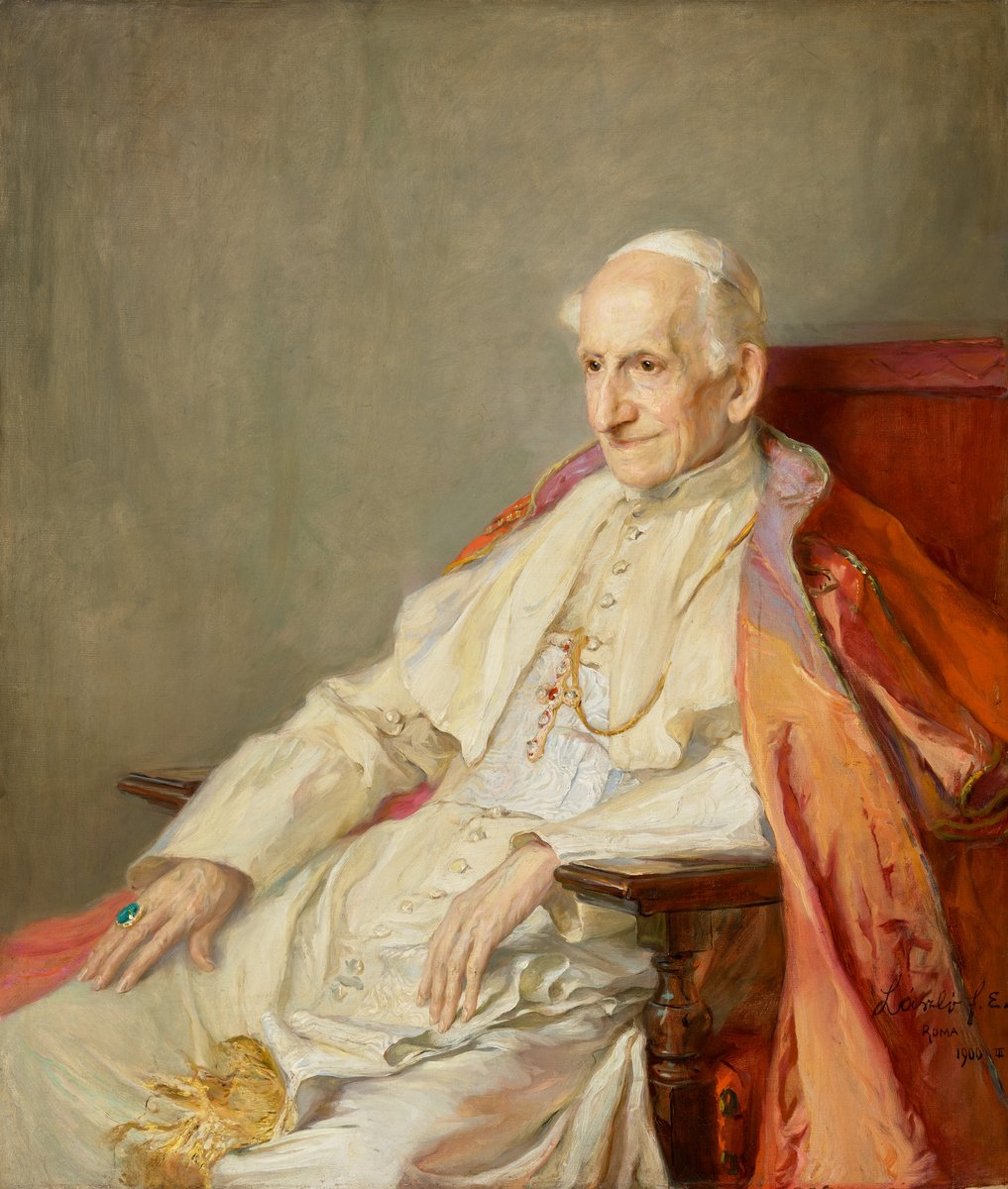
Папа Лев XIII, 1900
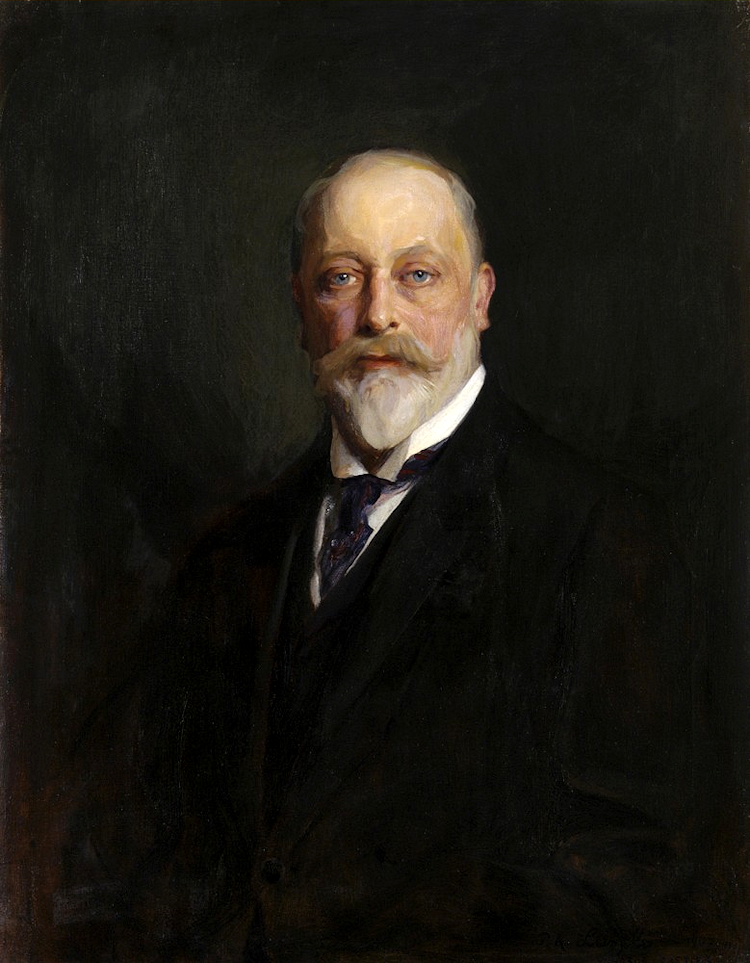
Король Едуард VII, 1907
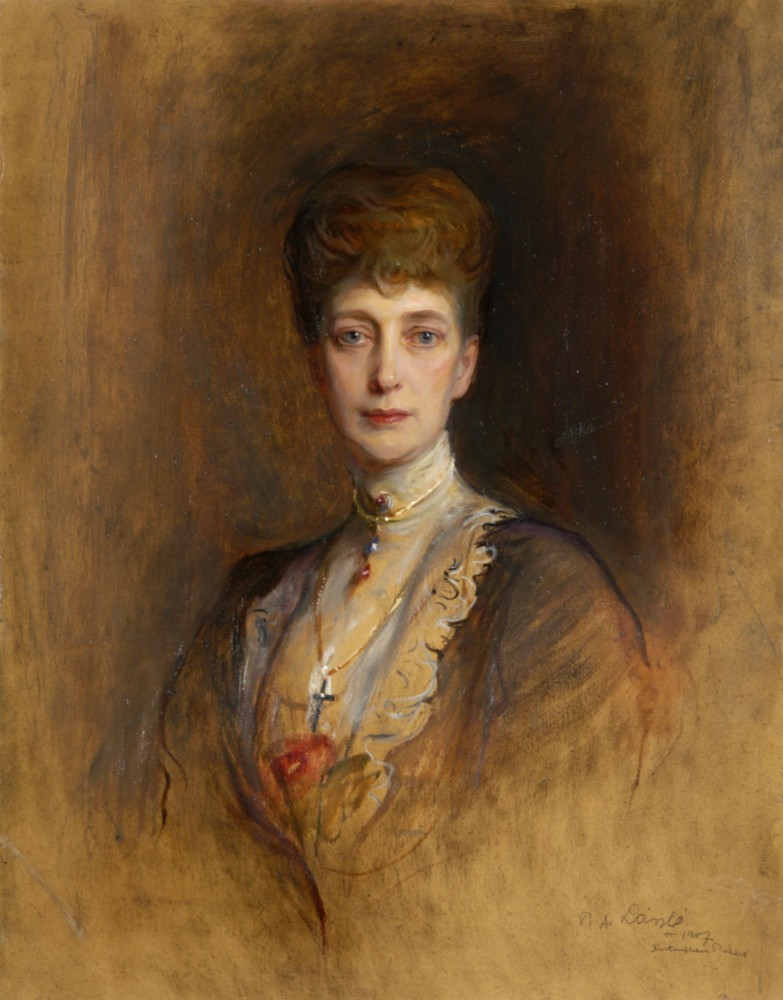
Королева Олександра Данська, 1907
Франц Йосиф I, 1899
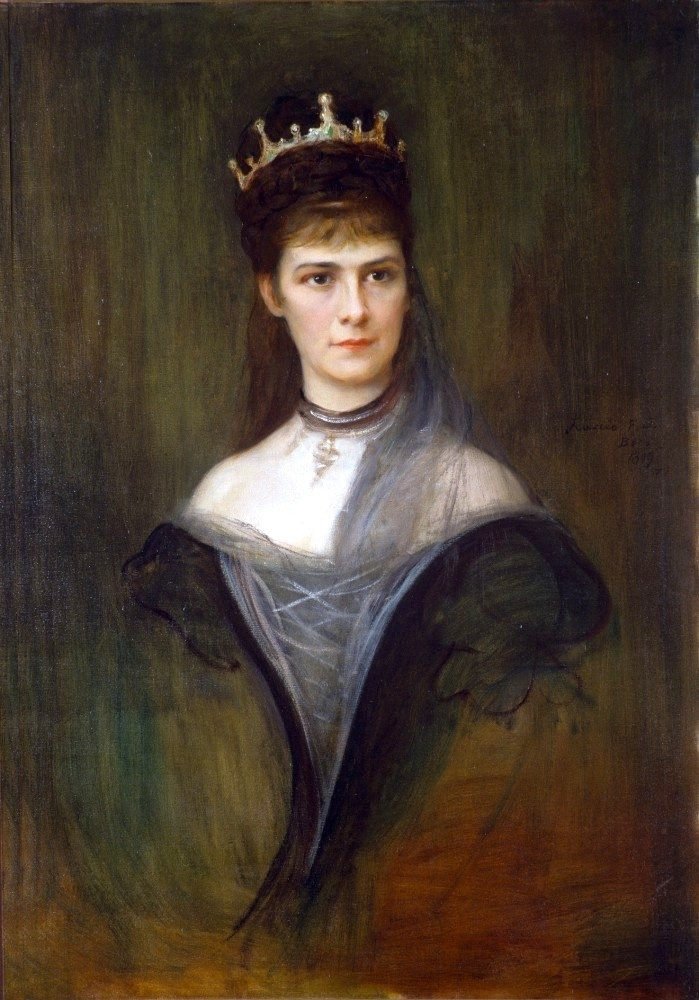
Імператриця Єлизавета Баварська, 1899
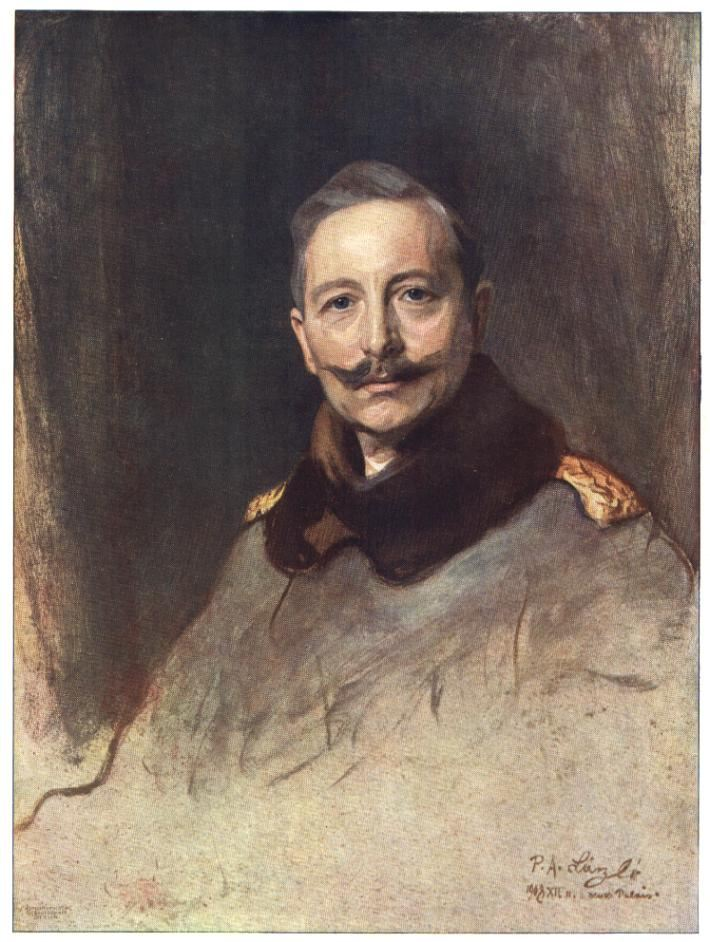
Вільгельм II, німецький імператор, 1908
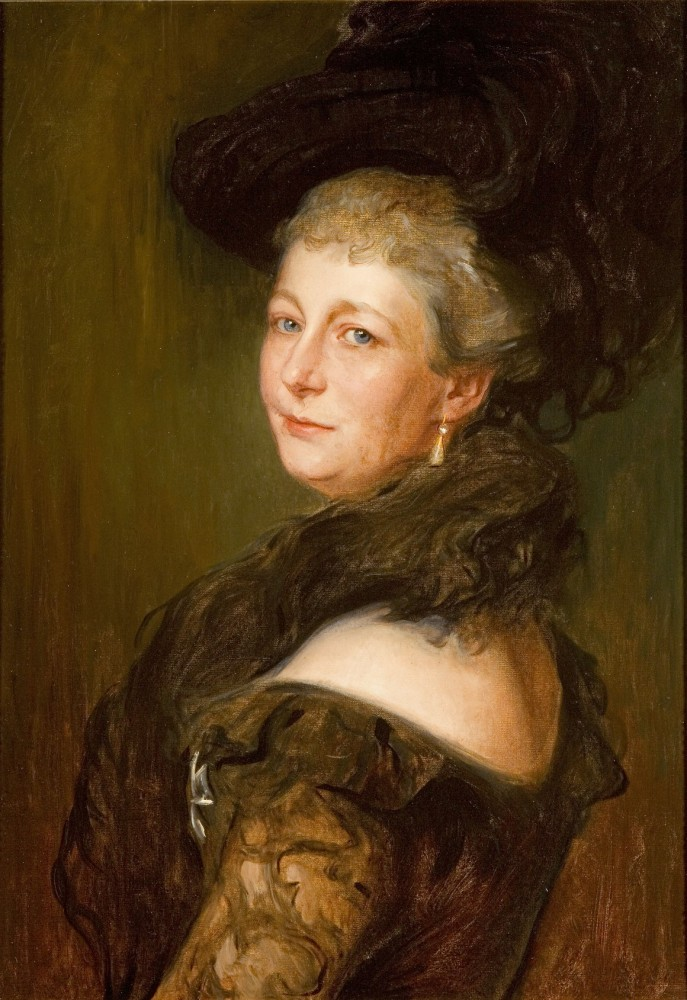
Августа Вікторія, імператриця Німеччини та королева Пруссії, 1899
Августа Вікторія, імператриця Німеччини та королева Пруссії, 1907
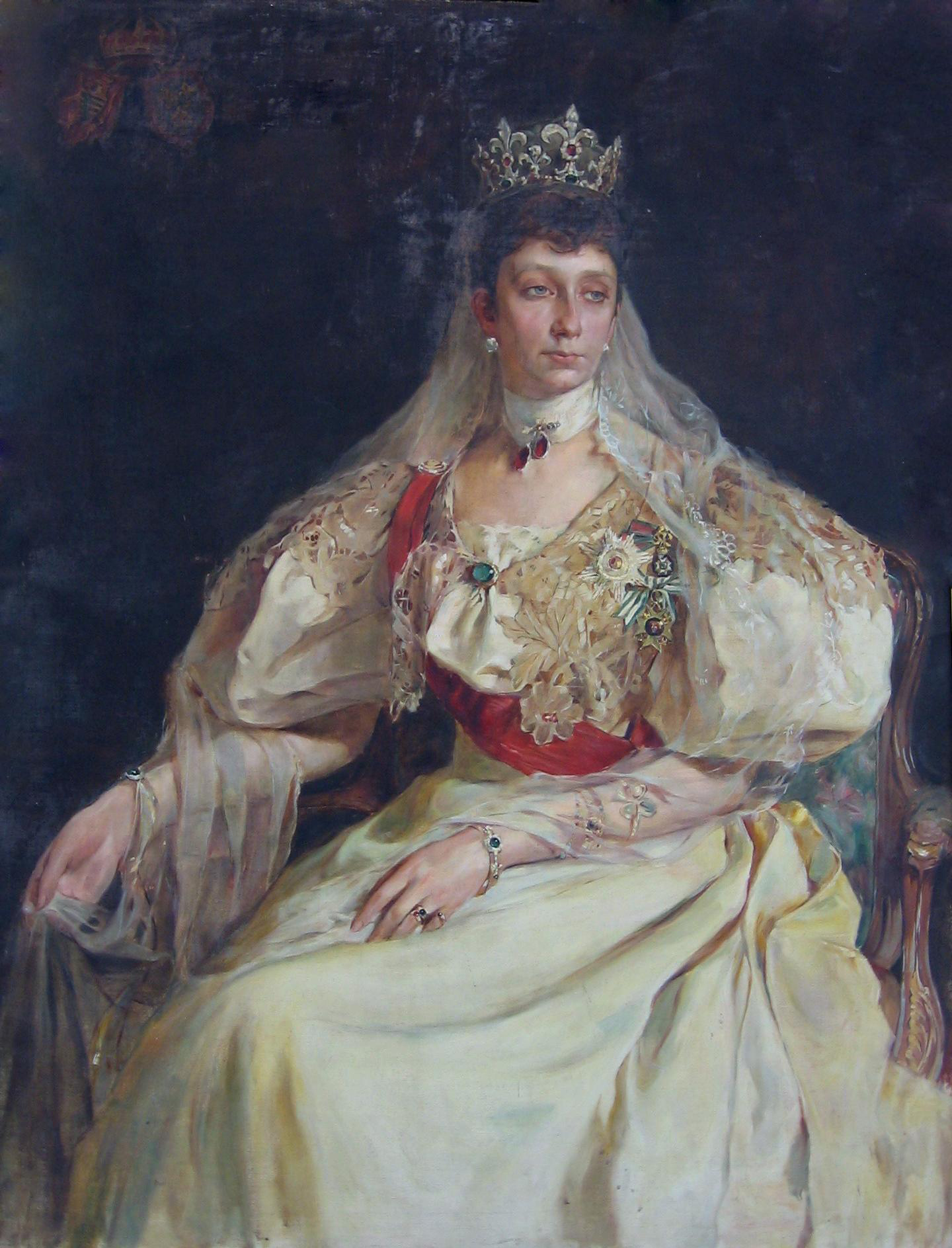
Болгарська княгиня-консорт Марія Луїза Бурбон-Пармська, 1894
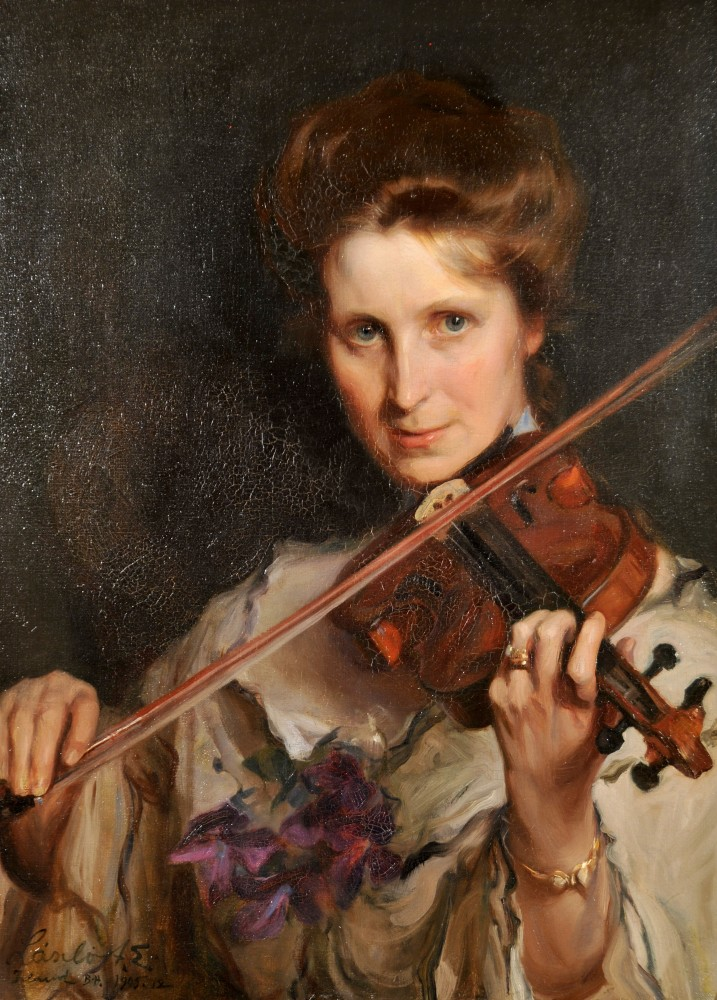
«Портрет моєї дружини», 1905
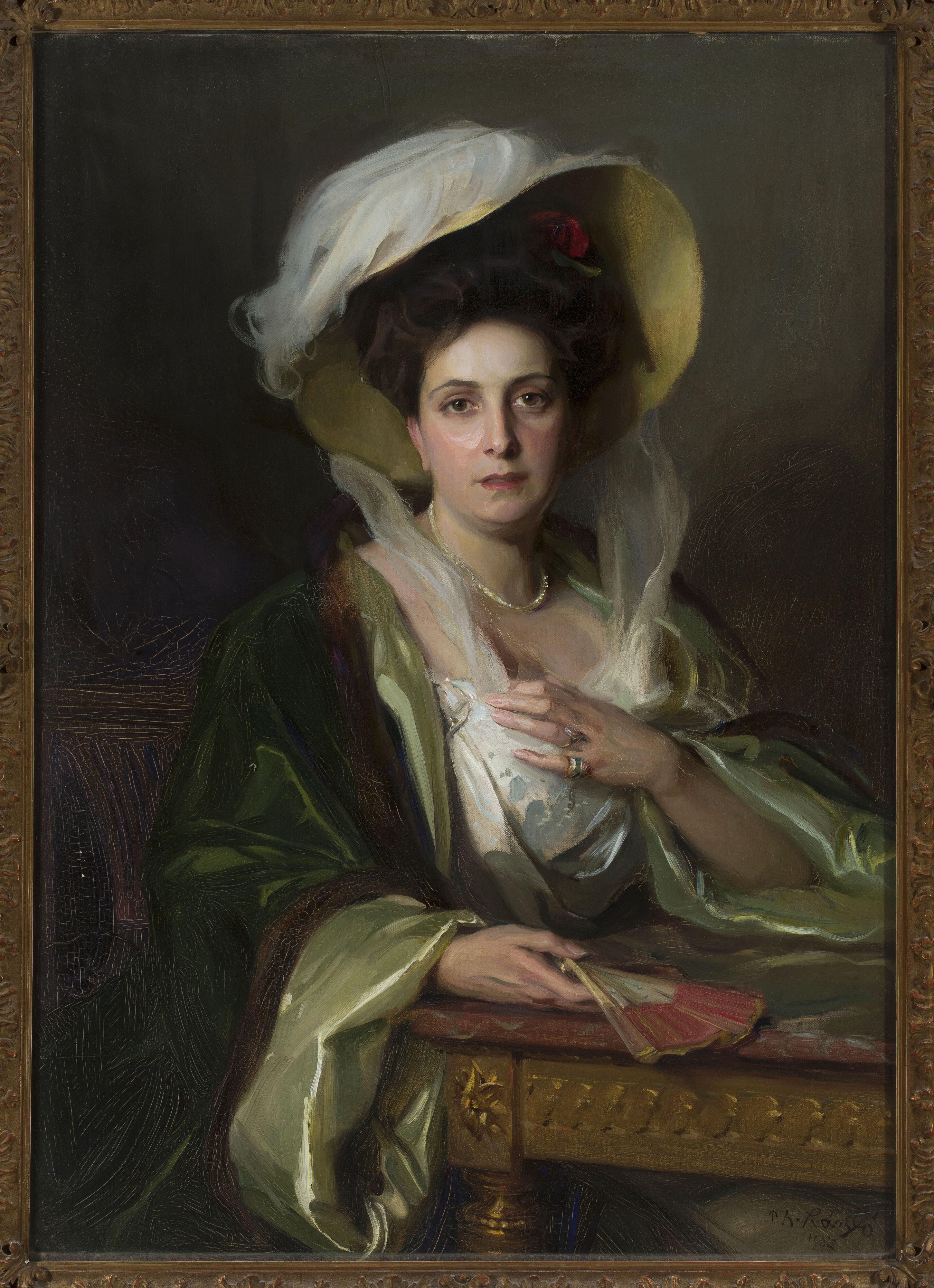
Портрет леді у великому капелюсі, 1907
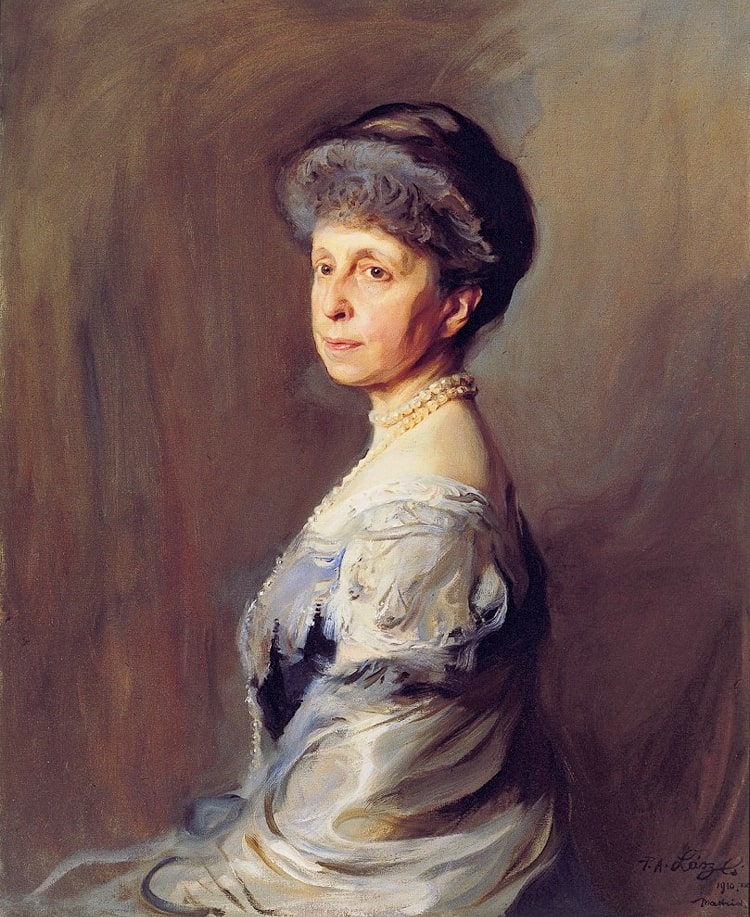
Марія Крістіна Австрійська, королева Іспанії, 1910
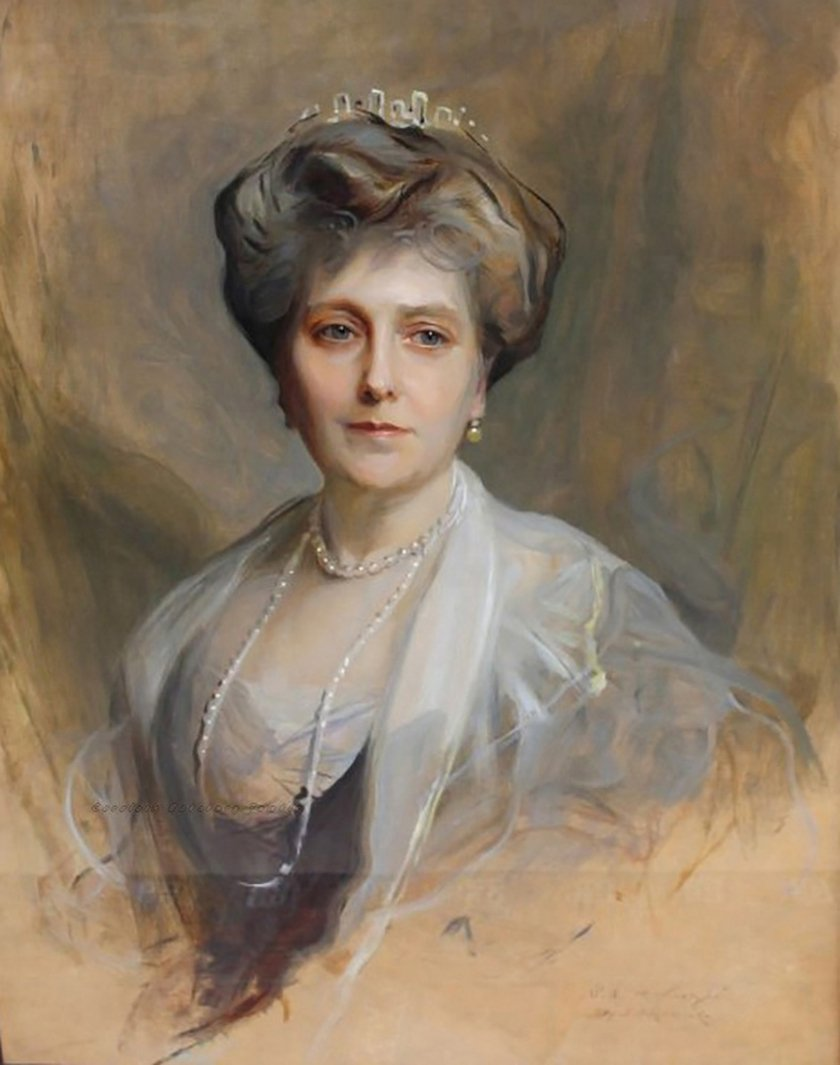
Беатриса Великобританська, 1912
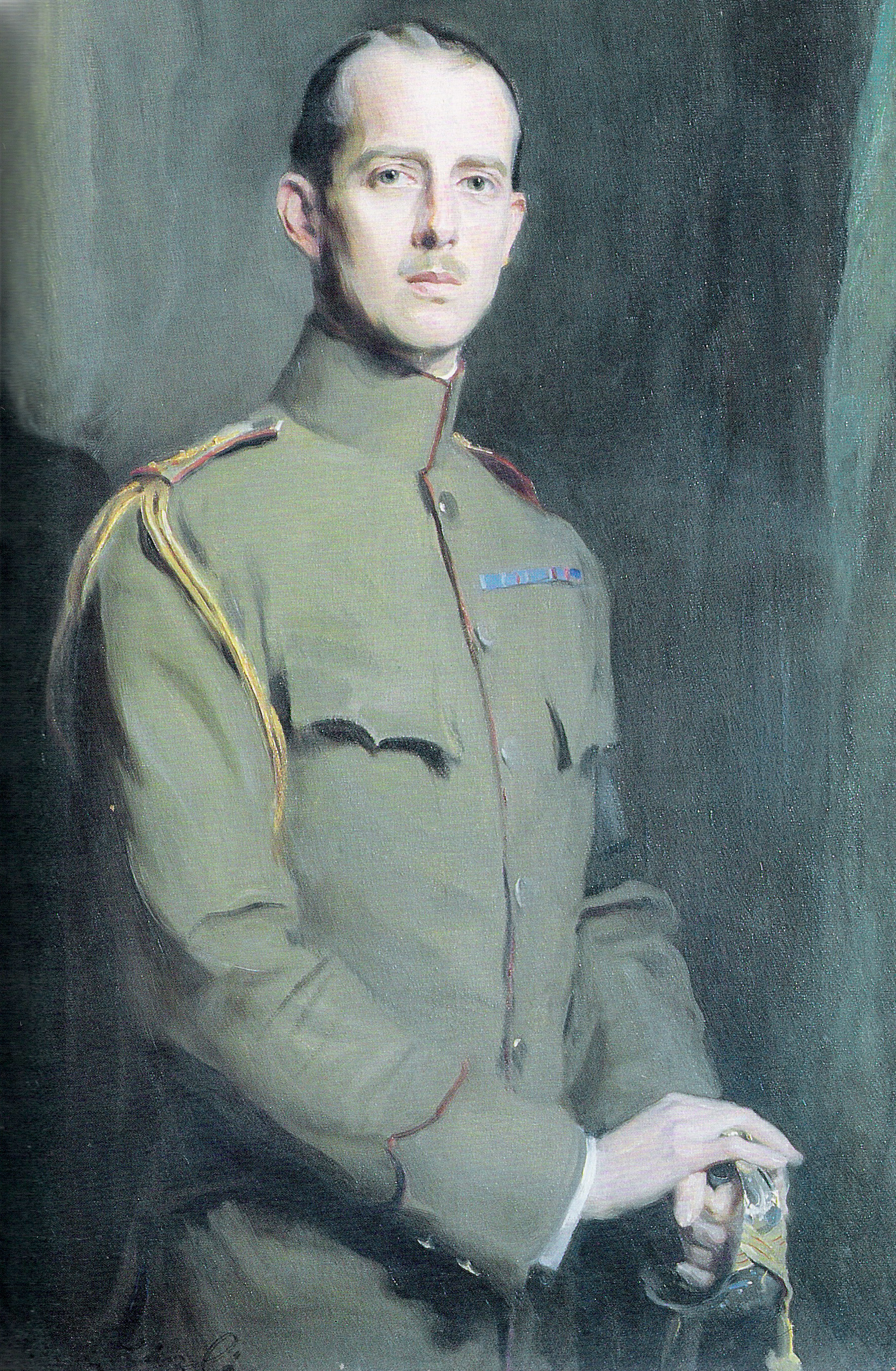
Андрій, принц Греції і Данії, 1913
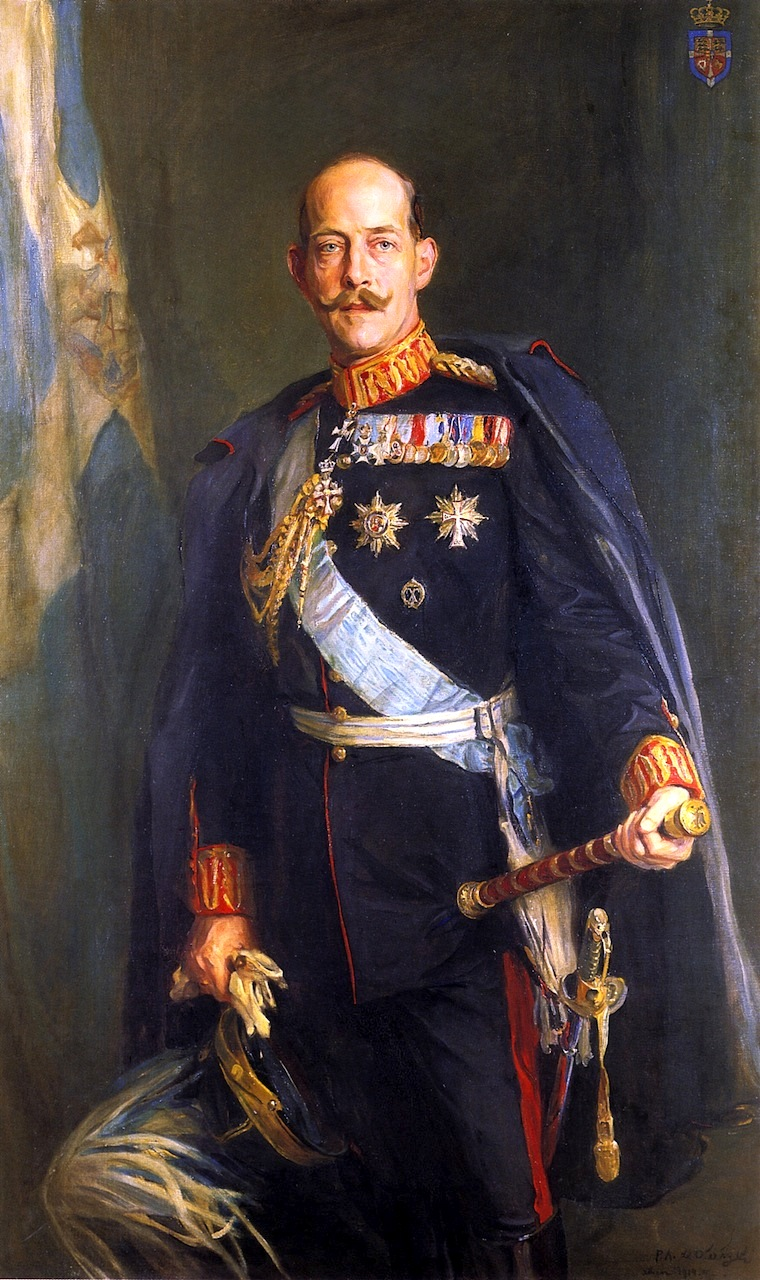
Костянтин I, король Греції, 1914
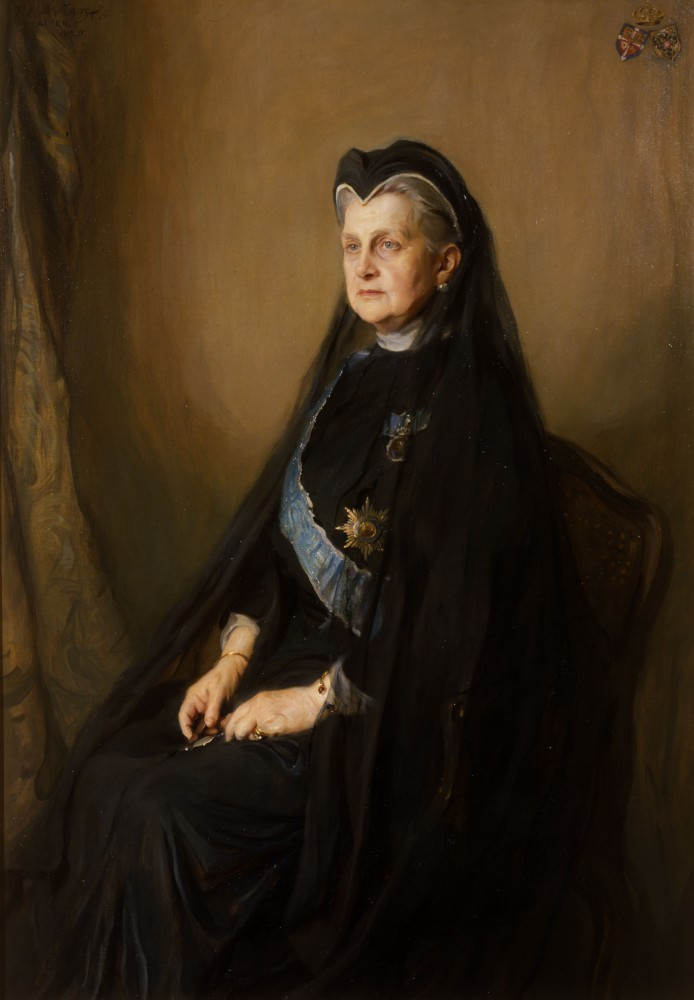
Велика княгиня Ольга Костянтинівна, королева Греції, 1914
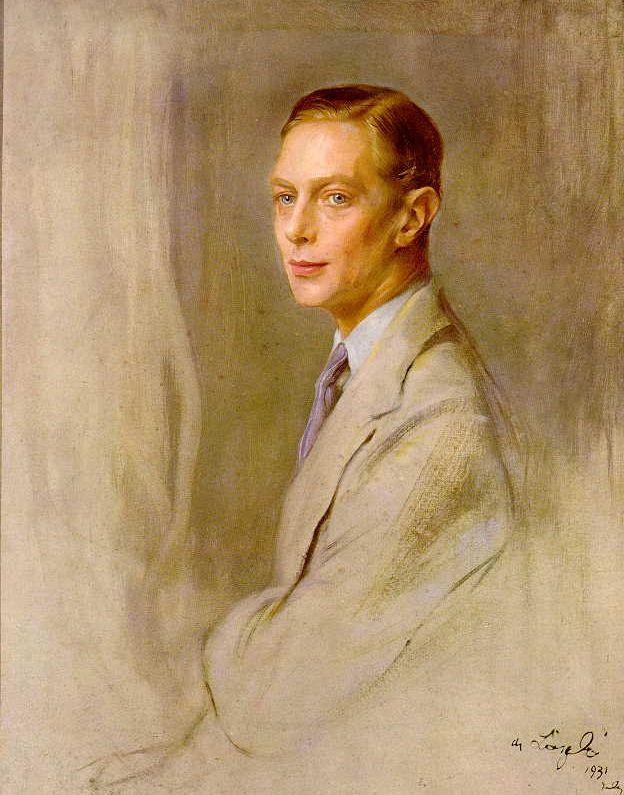
Альберт, герцог Йоркський, майбутній король Георг VI, 1931
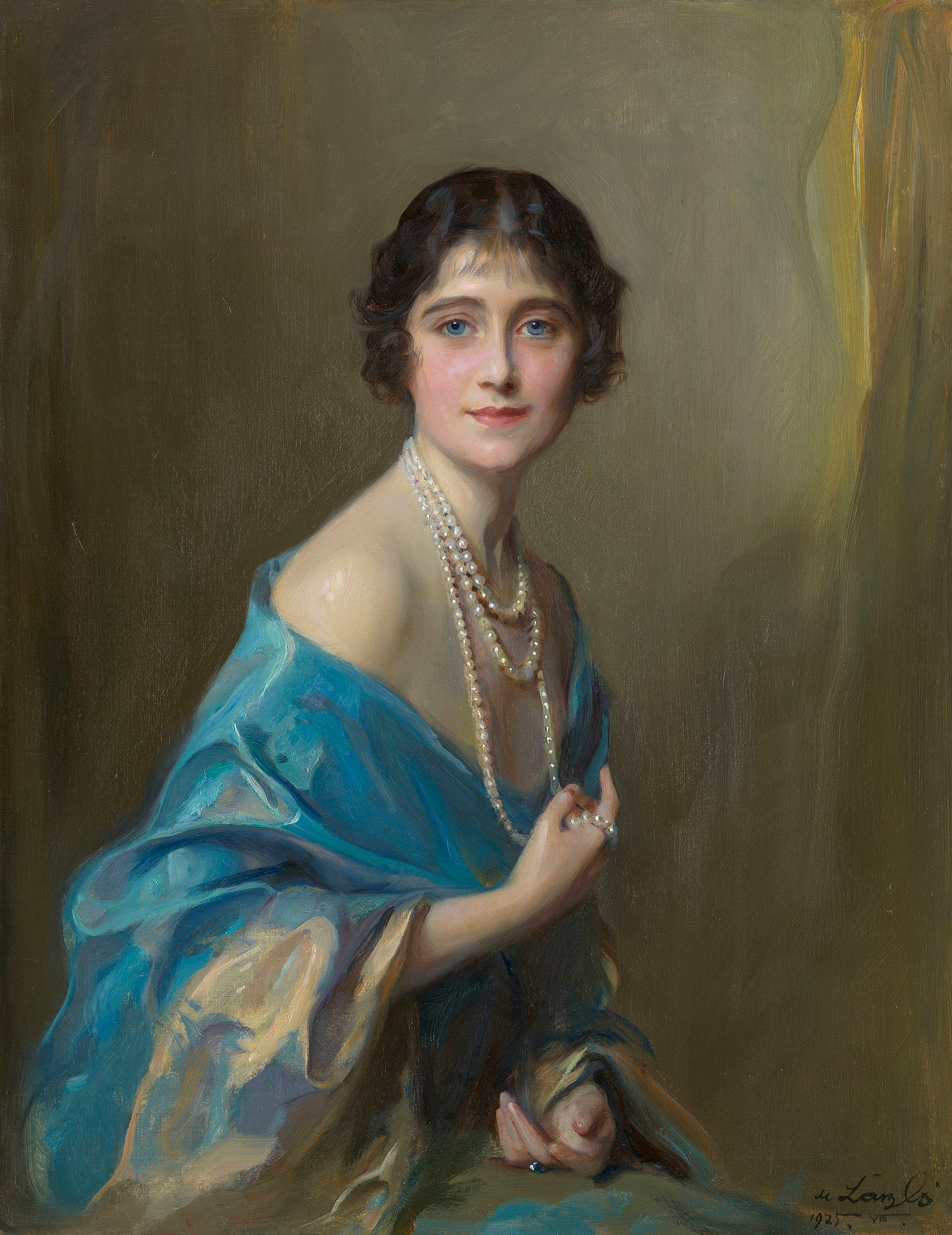
Єлизавета Боуз-Лайон, герцогиня Йоркська, 1925
Принцеса Єлизавета Йоркська, майбутня королева Єлизавета II, 1933
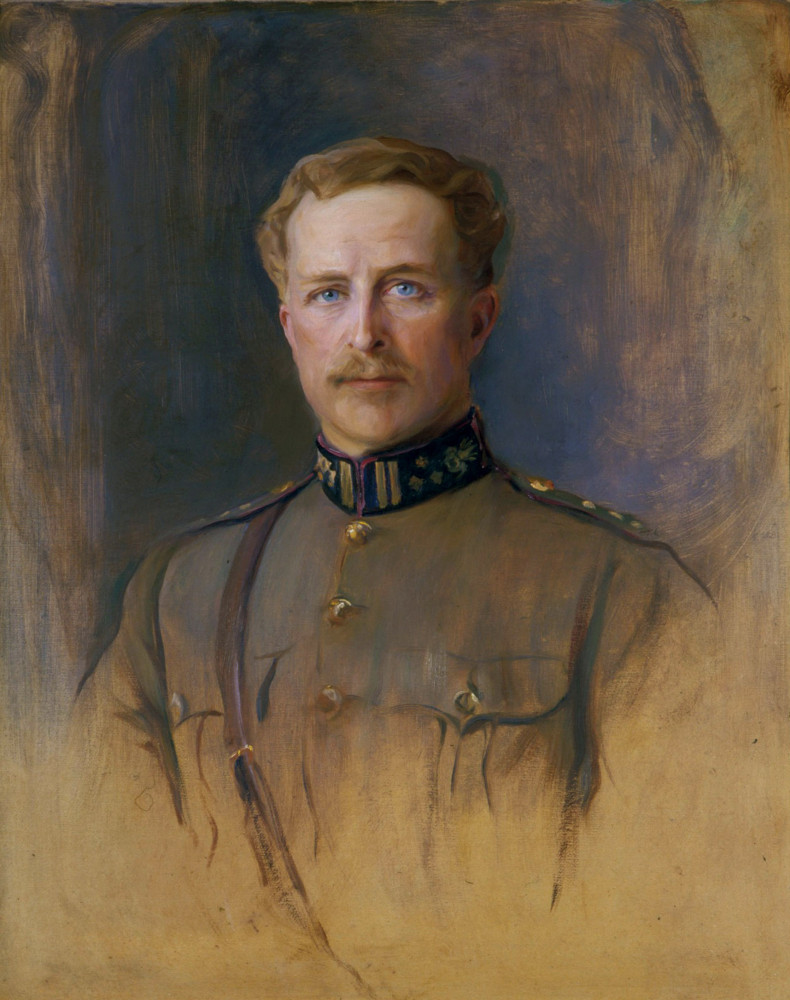
Альберт I, король Бельгії, 1934
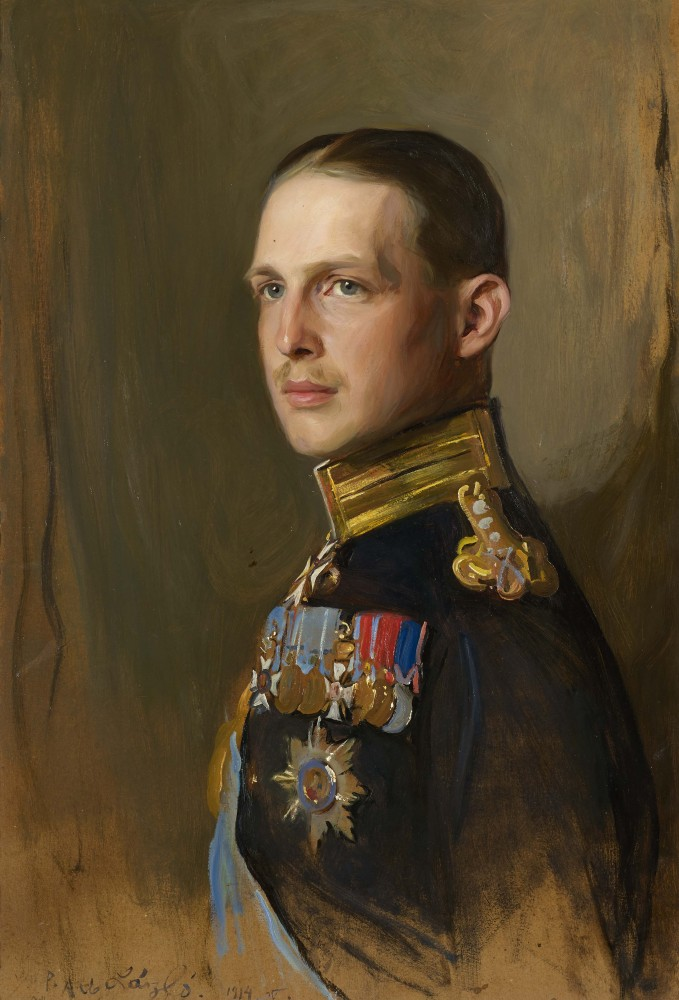
Георг II, король Греції, 1914
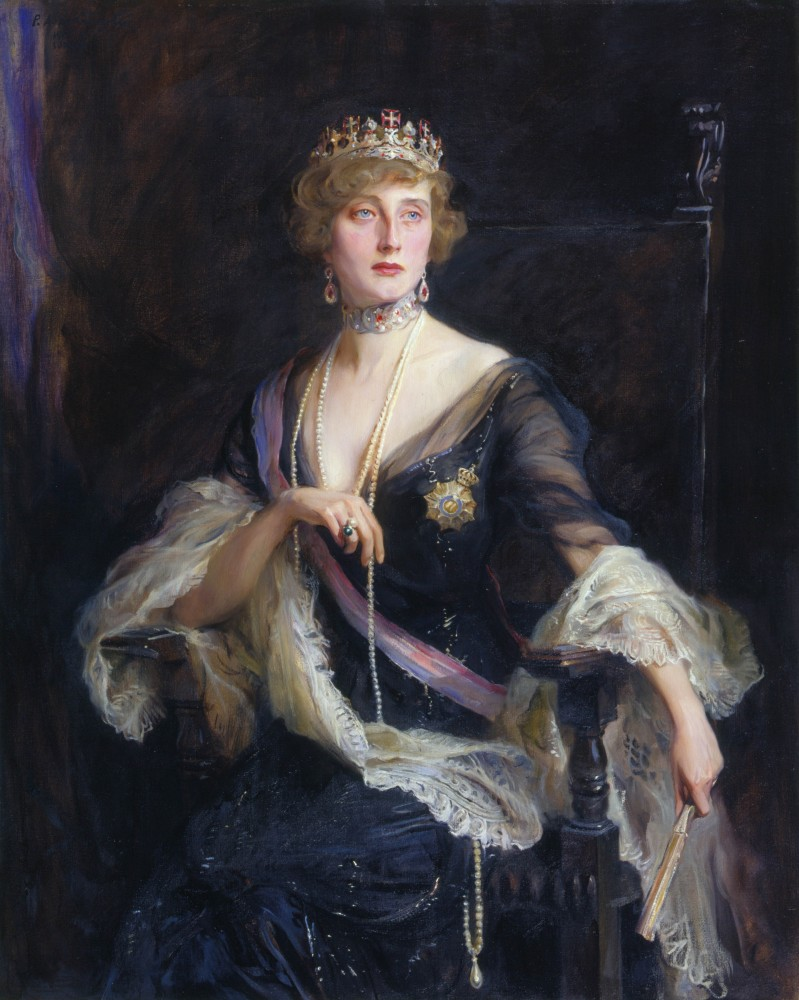
Августа Вікторія, титулярна королева Португалії, 1915
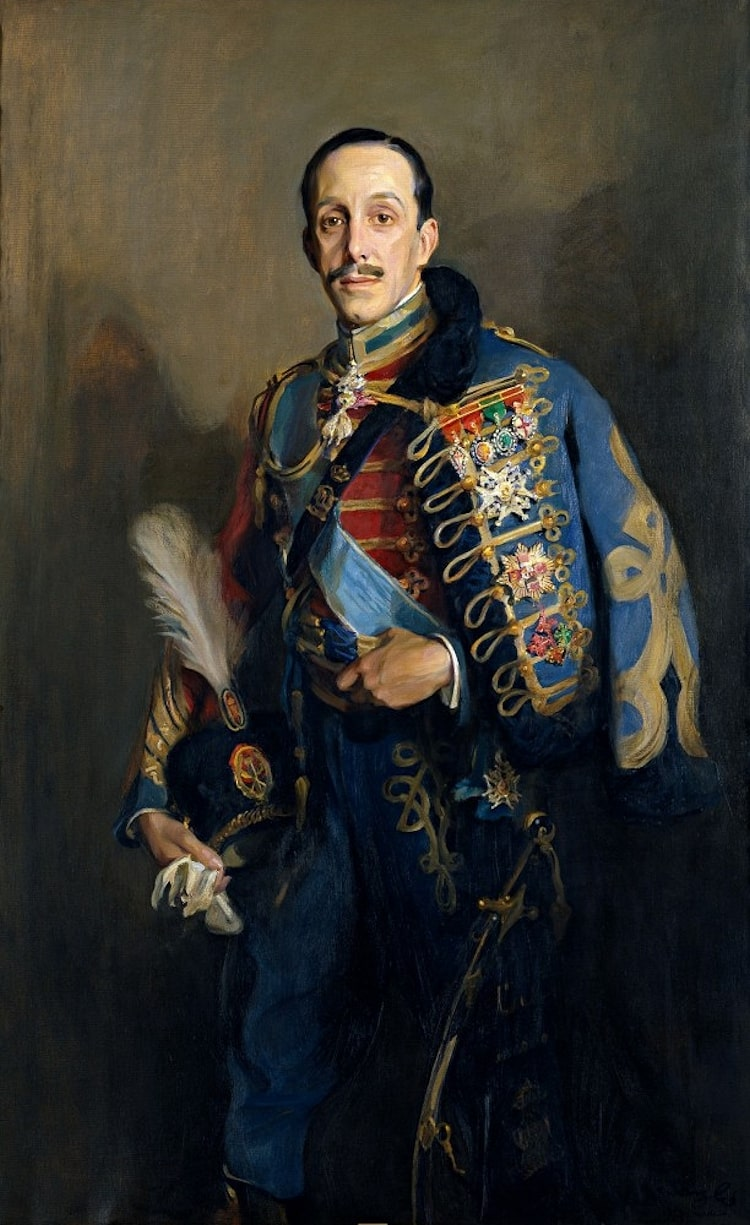
Альфонсо XIII, король Іспанії, 1927
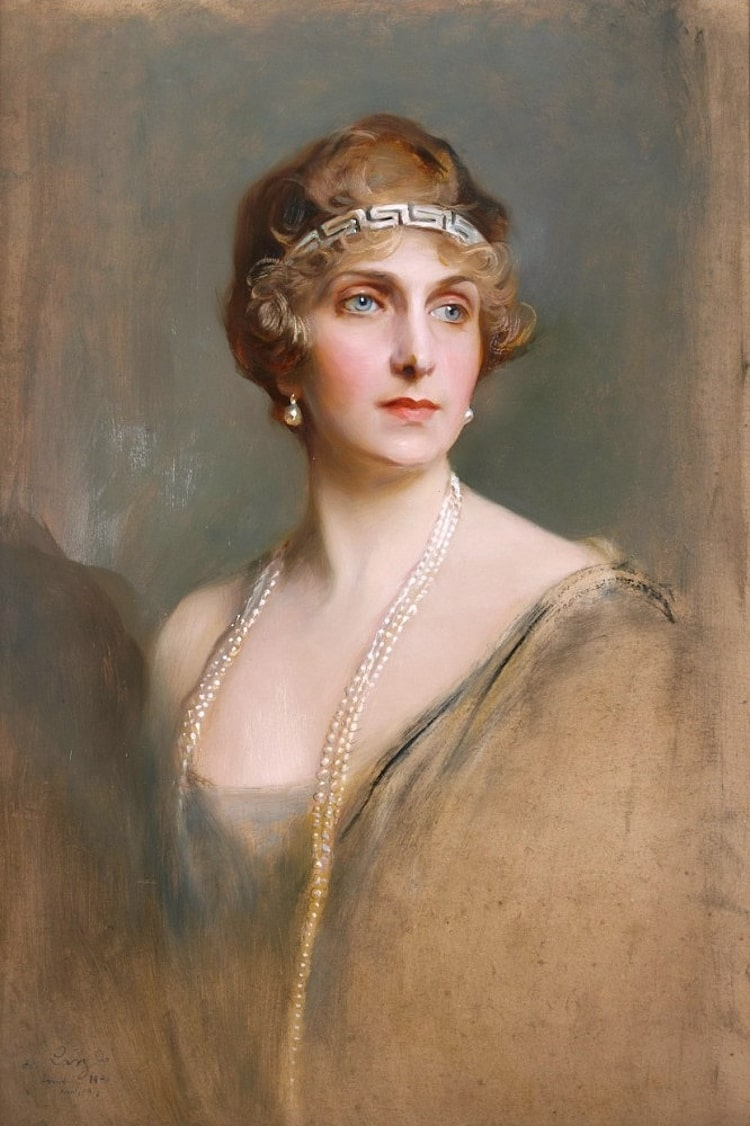
Вікторія Євгенія Баттенберг, королева Іспанії, 1920
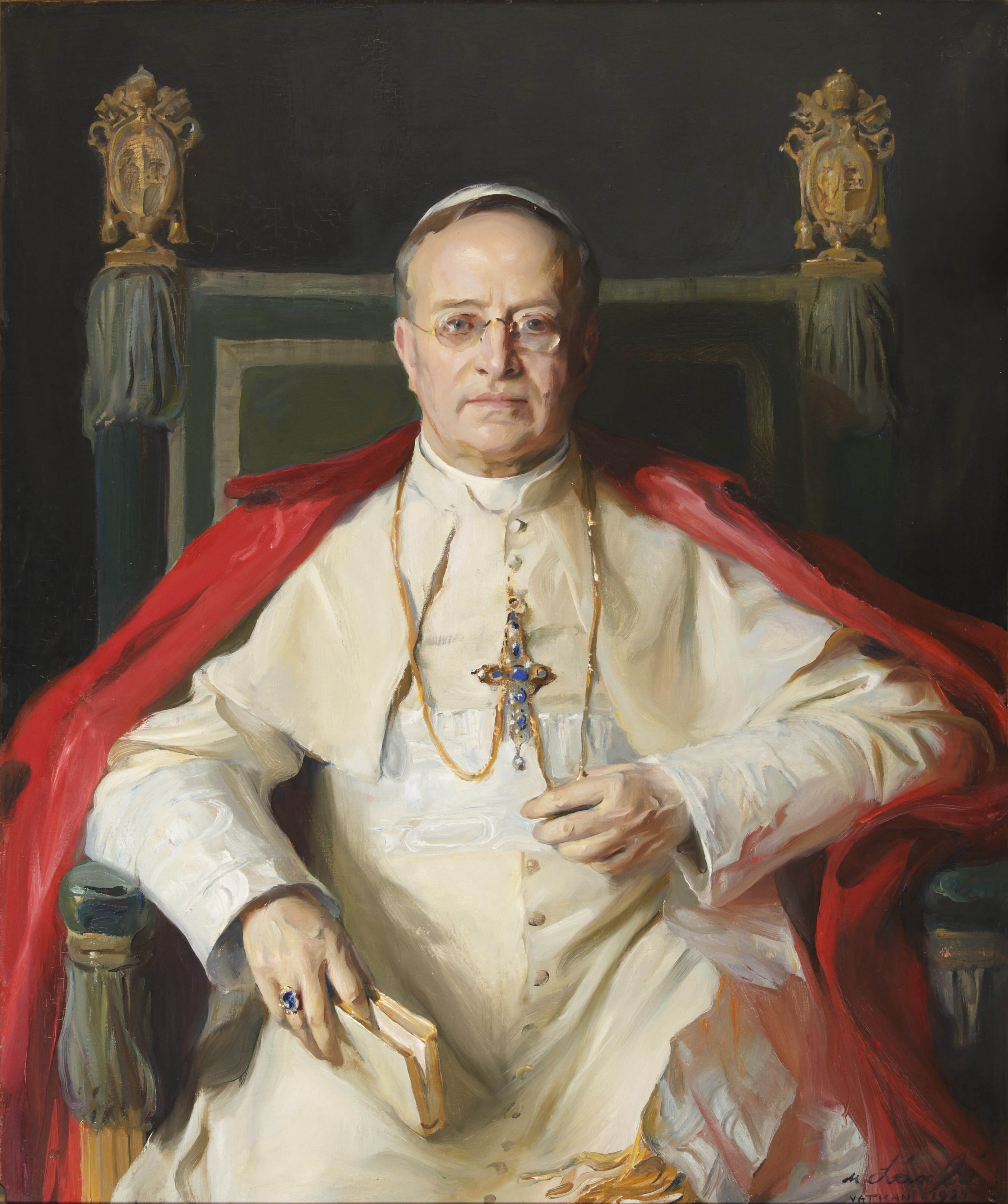
Папа Пій XI, 1924
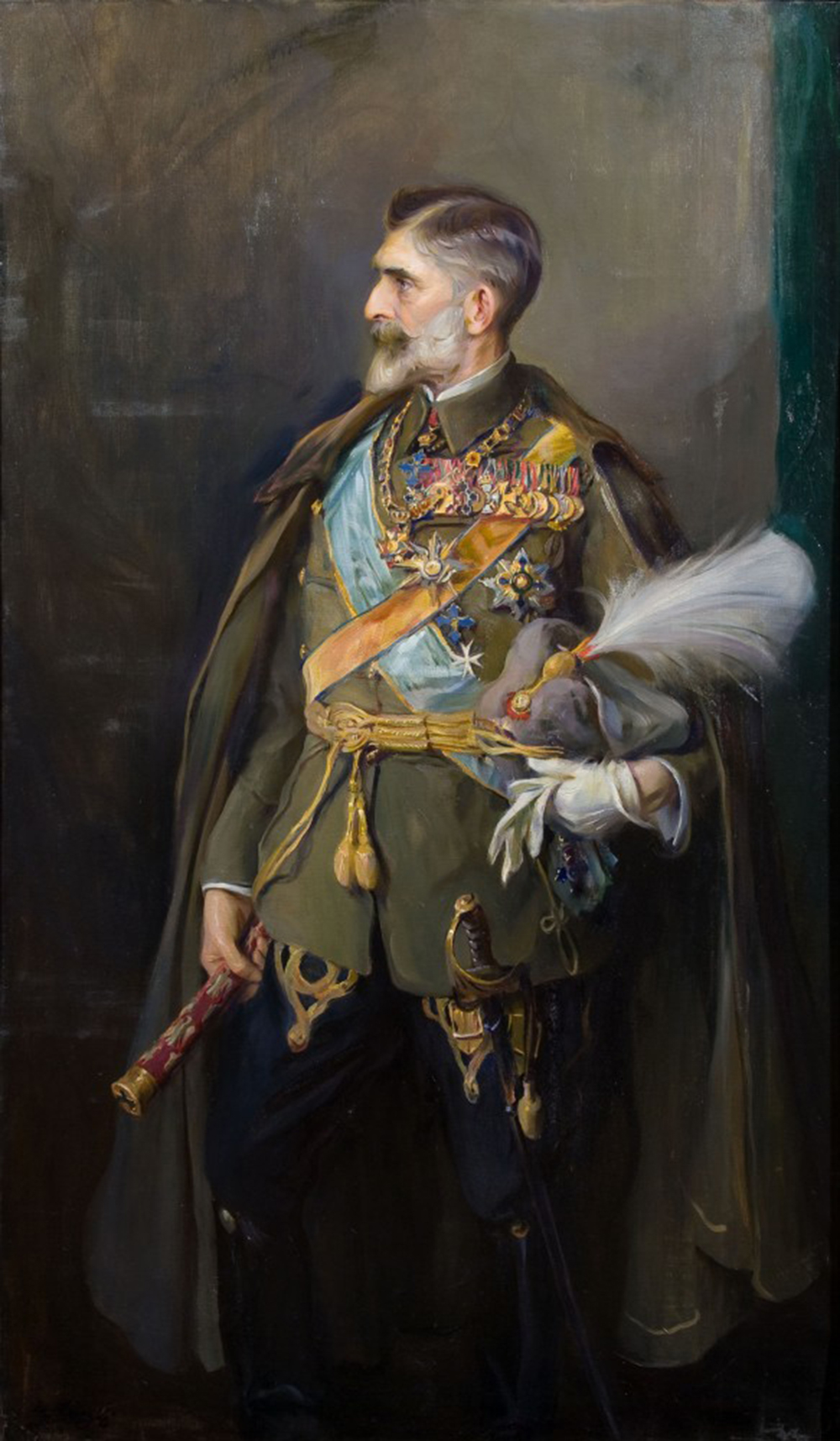
Фердинанд I, король Румунії, 1936
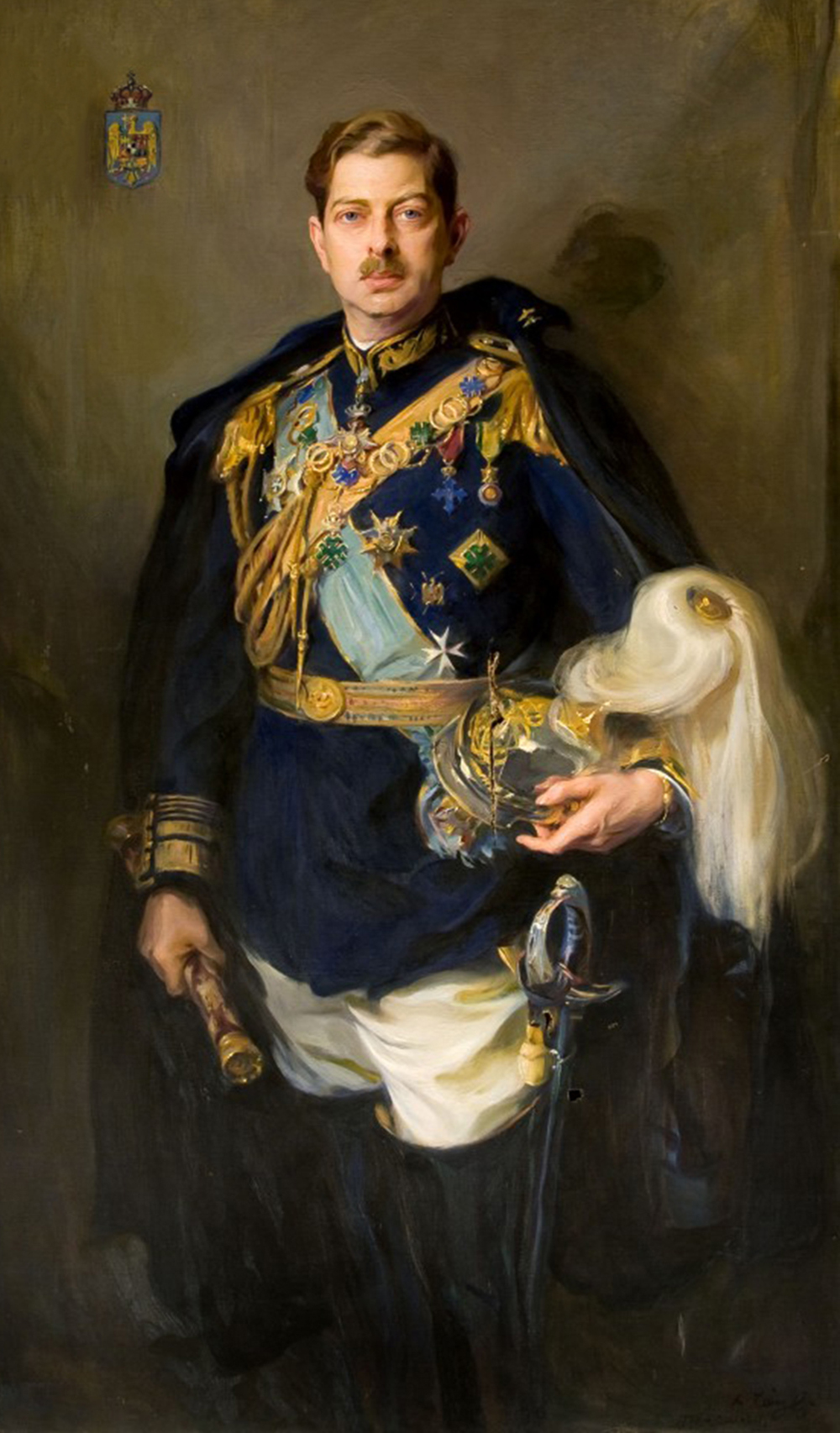
Кароль II, король Румунії, 1936
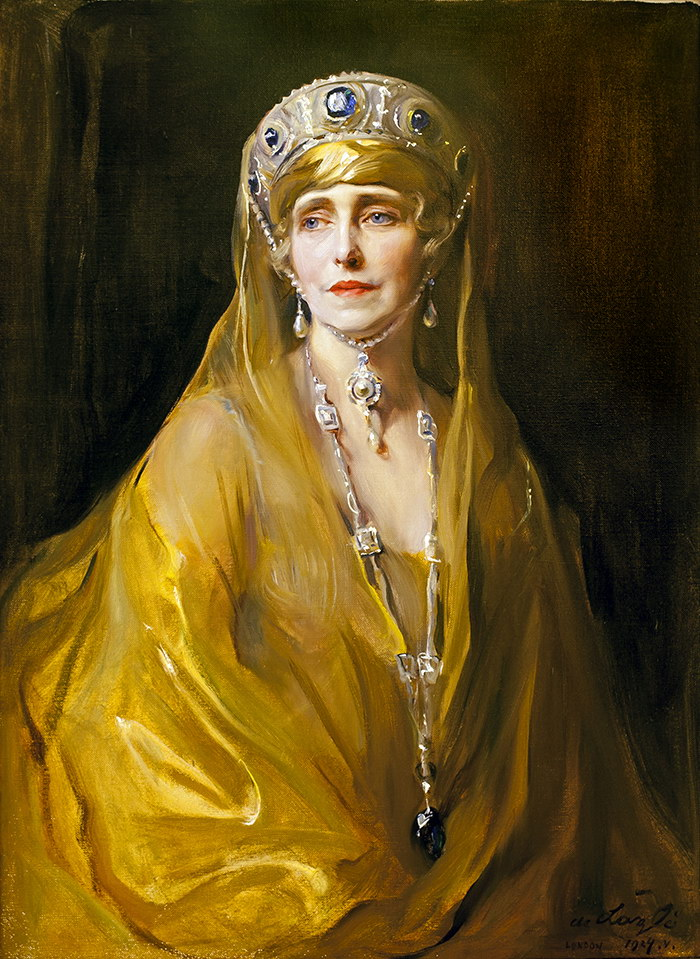
Марія, королева Румунії, 1924
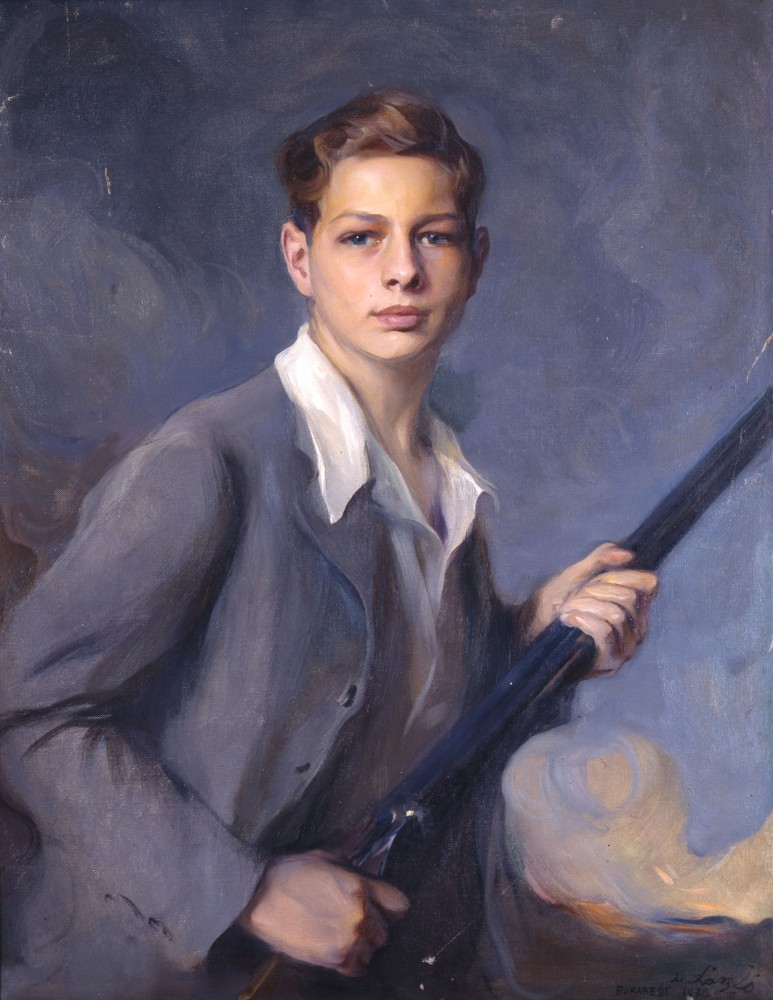
Міхай I, король Румунії, 1936
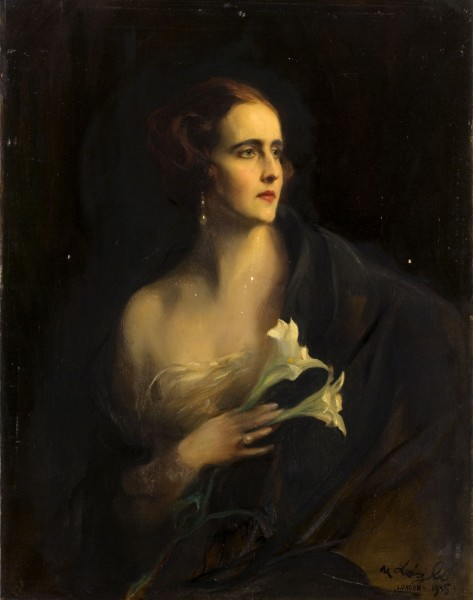
Єлизавета, королева Греції, 1925
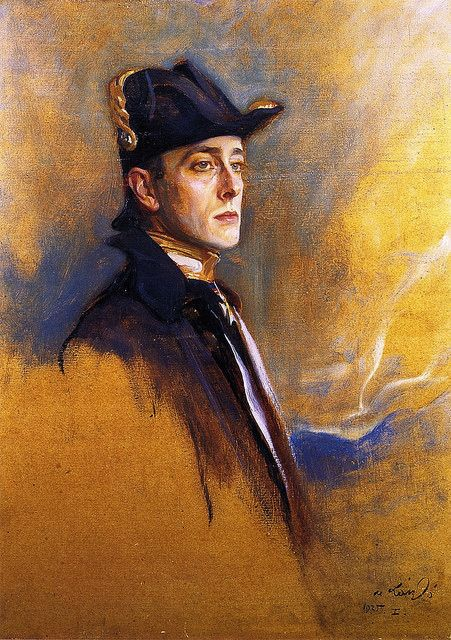
Лорд Луїс Маунтбаттен, 1925
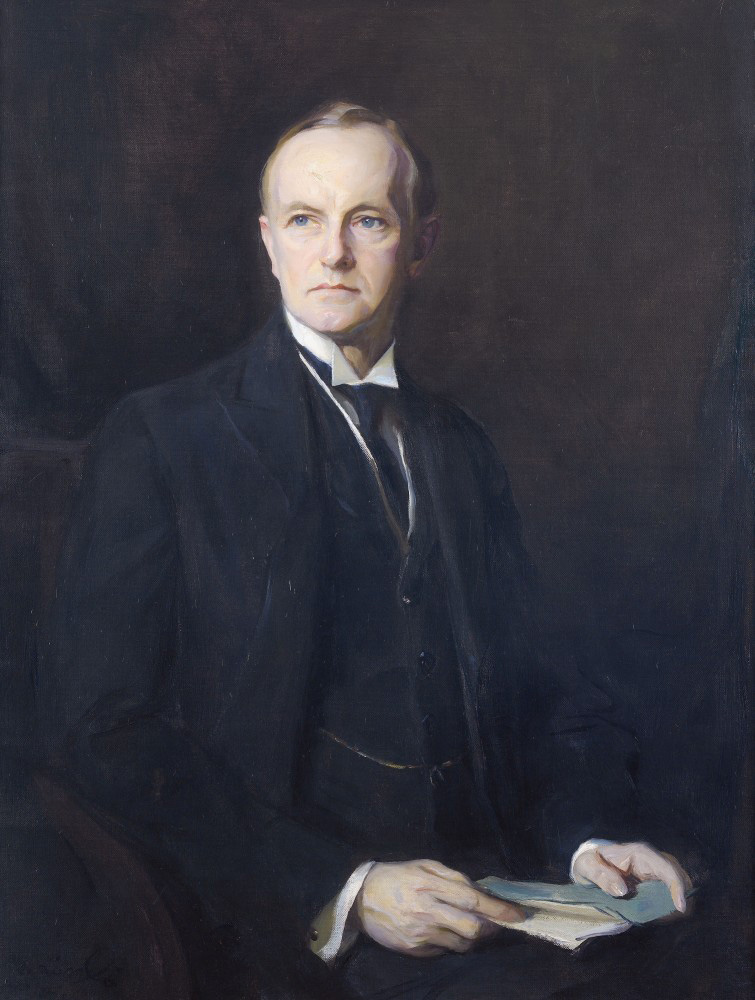
Калвін Кулідж, президент США, 1926
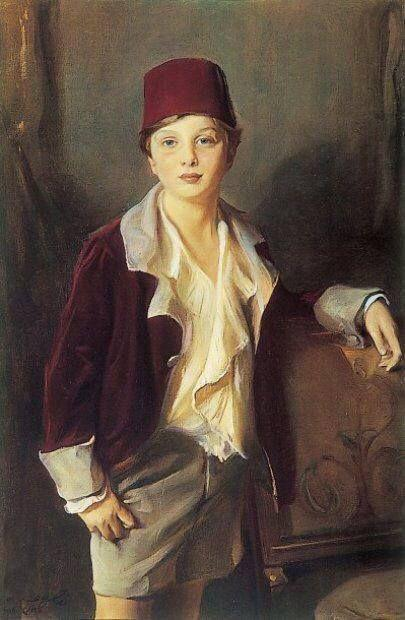
Принц Фарук, майбутній король Єгипту та Судану, 1929